# Pleurodema marmorata
Pleurodema marmorata é uma espécie de anfíbio  da família Leptodactylidae.
Pode ser encontrada nos seguintes países: Argentina, Bolívia, Chile e Peru.
Os seus habitats naturais são: matagal tropical ou subtropical de alta altitude, campos de altitude subtropicais ou tropicais, rios, pântanos, marismas de água doce, marismas intermitentes de água doce, terras aráveis, pastagens e terras irrigadas.